# أليخاندرو بيدويا
أليخاندرو بيدويا (بالإنجليزية: Alejandro Bedoya)‏ لاعب كرة قدم أمريكي.

## وصلات خارجية
- أليخاندرو بيدويا على موقع الاتحاد الدولي (مؤرشف)  (الإنجليزية)
- أليخاندرو بيدويا على موقع الاتحاد الأوربي (الإنجليزية)
- أليخاندرو بيدويا على موقع اتحاد السويد (السويدية)
- أليخاندرو بيدويا على موقع رابطة كرة القدم الفرنسية للمحترفين (الإنجليزية)
- أليخاندرو بيدويا على موقع الدوري الأمريكي (الإنجليزية)
- أليخاندرو بيدويا على موقع قاعدة بيانات كرة القدم.إي يو (الإنجليزية)
- أليخاندرو بيدويا على موقع ليكيب (الفرنسية)
- أليخاندرو بيدويا على موقع ناشيونال فوتبول تيمز (الإنجليزية)
- أليخاندرو بيدويا على موقع Soccerbase.com (لاعب) (الإنجليزية)
- أليخاندرو بيدويا على موقع Soccerway.com (الإنجليزية)